# Andreas Skov Olsen
Andreas Skov Olsen (* 29. září 1999, Hillerød) je dánský fotbalista, krajní záložník, v současnosti hráč Brugg. S dánskou reprezentací získal bronzovou medaili na mistrovství Evropy v roce 2021, odehrál dvě utkání ze sedmi dánských na turnaji. Zúčastnil se i mistrovství světa roku 2022, nastoupil ke dvěma ze tří dánských zápasů. Za národní tým hraje od roku 2020, ke květnu 2024 si připsal 29 reprezentačních startů a 8 reprezentačních branek. Odehrál též 18 zápasů za jednadvacítku (9 branek), 10 zápasů za devatenáctku (4 branky) a jeden za osmnáctku. Na klubové úrovni působil v FC Nordsjælland (2017–2019), Bologna FC 1909 (2019–2022) a Bruggách (od 2022). S Bruggami se stal mistrem Belgie (2021–22).